# استتار (شعر)
الاستتار هو عند الشعراء أن يلفظ الحرف حرفا آخر ليستقيم الوزن، مثل لفظ العين ألفا، وهو من العيوب.